# 巴納姆 (愛荷華州)
巴納姆（英語：Barnum）是美国艾奥瓦州韋伯斯特縣下轄的一个城市。2010年人口统计为191人。